# محمود أباد (مشكين شهر)
محمود أباد هي قرية في مقاطعة مشكين شهر، إيران. عدد سكان هذه القرية هو 166 في سنة 2006.